# Gare de Hœnheim-Tram
Gare de Hœnheim-Tram vasútállomás Franciaországban, Hœnheim településen.

## Vasútvonalak
Az állomást az alábbi vasútvonalak érintik:
- Strasbourg-Lauterbourg-vasútvonal

## Kapcsolódó állomások
A vasútállomáshoz az alábbi állomások vannak a legközelebb:
- Gare de Bischheim
- Gare de La Wantzenau